# She's Not You
She's Not You è un brano musicale registrato nel marzo 1962 dal cantante statunitense Elvis Presley, edito dalla Elvis Presley Music. La canzone venne scritta da Doc Pomus in collaborazione con Leiber e Stoller e fu pubblicata sul 45 giri She's Not You/Just Tell Her Jim Said Hello dalla RCA Victor.

## Cover
Chris Isaak reinterpretò la canzone nel suo album Beyond the Sun del 2011. Inoltre, She's Not You è stata registrata anche da Ronnie McDowell, Ray Smith. Rupert, Con Archer, Merrill Osmond e The 69 Cats with Wanda Jackson.